# قائمة زملاء الجمعية الملكية المنتخبين في 1939
هذه الصفحة تعرض قائمة زملاء الجمعية الملكية المُنتخبين لعام 1939.None

## الزملاء
- Melvill Jones [الإنجليزية]‏
- Francis Albert Eley Crew [الإنجليزية]‏
- Frederick Wallace Edwards [الإنجليزية]‏
- Herbert Harold Read [الإنجليزية]‏
- George Stapledon [الإنجليزية]‏
- Irvine Masson [الإنجليزية]‏
- ماكس بورن
- David Brunt [الإنجليزية]‏
- Hubert Maitland Turnbull [الإنجليزية]‏
- ايفان جيمس وليامز
- Gilbert Smithson Adair [الإنجليزية]‏

## الأعضاء الأجانب
- والتر كانون